# Ken Griffey Jr.’s Slugfest
Ken Griffey Jr.’s Slugfest — видеоигра в жанре бейсбола, разработанная Angel Studios и изданная Nintendo для игровой системы Nintendo 64 в мае 1999 года. Выпуск игры состоялся только в Северной Америке. В июне того же года Software Creations выпустила версию для Game Boy Color. Игра названа в честь известного бейсболиста Кена Гриффи-младшего и является продолжением Major League Baseball Featuring Ken Griffey, Jr. для Nintendo 64. Предшественниками серии были Ken Griffey Jr. Presents Major League Baseball от Software Creations и Ken Griffey Jr.'s Winning Run от Rare, выпущенные для Super Nintendo.

## Игровой процесс
Система отбивания в данной игре устроена иначе, чем в большинстве других бейсбольных видеоигр. Игроку предоставляется управление вытянутым овалом, и для того чтобы отбивающий смог попасть по мячу, необходимо дождаться подачи и переместить овал в место расположения мяча для выполнения удара. У каждого отбивающего овал или зона отбивания имеют разный размер в зависимости от силы игрока. Данная механика была первоначально разработана в Major League Baseball Featuring Ken Griffey, Jr. и использована в этой игре с незначительными изменениями.

## Оценки
| Сводный рейтинг         | Сводный рейтинг | Сводный рейтинг |
| Издание                 | Оценка          | Оценка          |
| Издание                 | GBC             | N64             |
| ----------------------- | --------------- | --------------- |
| GameRankings            | 57 %            | 76,54 %         |
| Иноязычные издания      |                 |                 |
| Издание                 | Оценка          | Оценка          |
| Издание                 | GBC             | N64             |
| AllGame                 | [ 3 ]           | N/A             |
| EGM                     | N/A             | 6,75/10         |
| Game Informer           | 5,25/10         | 8,5/10          |
| GamePro                 | N/A             | [ 7 ]           |
| GameRevolution          | N/A             | B−              |
| GameSpot                | N/A             | 7,8/10          |
| IGN                     | 4/10            | 7,9/10          |
| Next Generation         | N/A             | [ 12 ]          |
| Nintendo Power          | 7,3/10          | 7,7/10          |
| The Cincinnati Enquirer | N/A             | [ 15 ]          |

Версия для Nintendo 64 получила положительные отзывы, в то время как версия для Game Boy Color получила смешанные оценки, согласно данным сайта-агрегатора рецензий GameRankings. Издание Next Generation назвало версию для Nintendo 64 «одной из лучших аркадных бейсбольных игр за долгое время. Хотя графика уступает All-Star Baseball 2000 от Acclaim, а реализм заметно отсутствует, игрокам, которых больше интересуют динамичные многопользовательские игры и высокие показатели отбивания, чем дуэли питчеров и сложные тактические комбинации, эта игра подойдет». Издание GamePro отметило: «Если вы молодой игрок или новичок в бейсболе, стоит обратить внимание на Slugfest. Она более аркадная по сравнению с симуляционно-ориентированной All Star Baseball 2000 и понравится тем, кто хочет получить быстрое бейсбольное развлечение, а не игру, наполненную напряженными противостояниями между питчером и отбивающим».